# Klaas Hellebaut
Klaas Hellebaut (België, 5 juni 1984) is een Belgische voetballer (verdediger) die uitkomt voor de Zeeuwse Topklasser HSV Hoek.
Klaas is een rechter verdediger/middenvelder en speelde eerder bij Standaard Wetteren dat uitkomt op het een na hoogste niveau in België. Hij speelde drie seizoenen bij Standaard Wetteren. Daarvoor speelde Hellebaut voor onder andere KV Kortrijk, RC Waregem en SW Harelbeke.